# Democracy Now!
 (mars 2025).
Democracy Now! est une émission américaine d'actualités, d'analyse et d'opinion diffusée en anglais et en espagnol. Elle prête une attention particulière aux sujets que ses producteurs considèrent comme ignorés ou insuffisamment traités par les médias de masse.
Democracy Now! est diffusée par plus de 1 500 radios, chaînes de télévision, bouquets de télévisions (satellites et câblés) à travers le monde.

## Historique et ligne éditoriale
Democracy Now! fut diffusée pour la première fois le 19 février 1996 sur WBAI-FM, à New York, par Pacifica Radio.
L'émission est présentée par Amy Goodman et Juan González.
« Democracy Now!'s War and Peace Report provides our audience with access to people and perspectives rarely heard in the U.S.corporate-sponsored media, including independent and international journalists, ordinary people from around the world who are directly affected by U.S. foreign policy, grassroots leaders and peace activists, artists, academics and independent analysts. ».
Ce qui peut se traduire par :
« Democracy Now!'s War and Peace Report permet aux auditeurs d'avoir accès à des personnes et des points de vue rarement diffusés par les médias traditionnels; notamment des journalistes indépendants et internationaux, des gens du monde entier qui subissent les conséquences de la politique étrangère des États-Unis, des leaders de mouvements populaires, des militants pour la paix, des artistes, des universitaires et des analystes indépendants. »
L'émission fut décrite par Tony Benn, le membre du parti travailliste britannique ayant servi plus d'un demi-siècle au parlement britannique, avec les mots suivants : « Democracy Now!, mon émission favorite, est tellement importante, parce que vous portez l'attention des gens sur des faits qui sont indiscutables, en éclairant la situation sous une lumière différente ».
Tony Benn, Hugo Chávez, Noam Chomsky, Bill Clinton, Naomi Klein, Evo Morales, Ralph Nader, Arundhati Roy, Edward Saïd, Alan Greenspan, Bill Moyers, Stéphane Hessel et Robert Fisk figurent parmi les invités ayant participé à l’émission.

## Diffusion
Democracy Now! a son siège dans le quartier de Chinatown (à New York), dans une caserne de pompiers reconvertie appartenant au Downtown Community Television Center (DCTV).

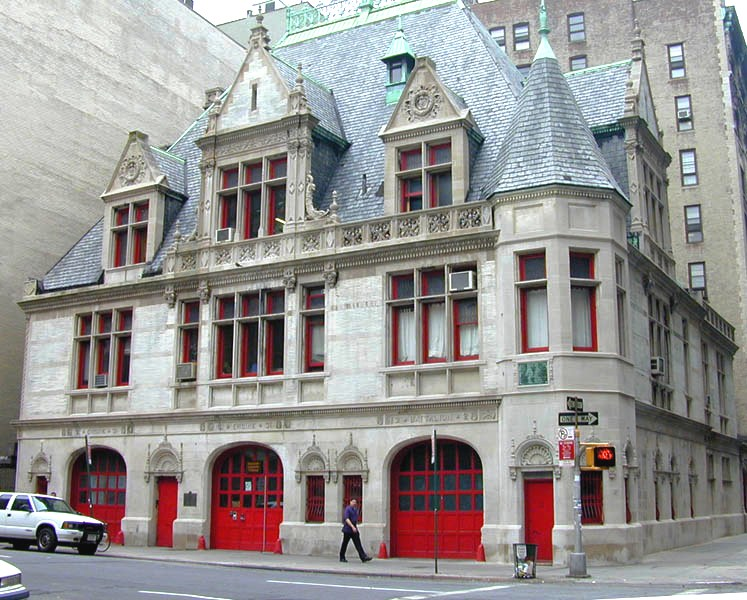
Downtown Community Television Center, New York (siège de Democracy Now!)

L'émission était auparavant diffusée depuis la station WBAI de Pacifica Radio à New York, et fut déplacée dans la caserne de pompiers à la suite d'un conflit social à la station en 2000-2001. Depuis juin 2002, Democracy Now! a acquis son indépendance vis-à-vis de Pacifica Radio en devenant une association à but non lucratif.
Democracy Now! est accessible gratuitement via internet, au format texte, en lecture en continu (audio et vidéo) ainsi qu'en téléchargement.

## Financement
Afin de préserver l'indépendance de l'émission, Democracy Now! refuse les financements provenant d'entreprises (il n'y a pas de publicité sur Democracy Now!) ou de fonds publics.
Le programme est financé entièrement par :
- les dons des auditeurs ou des téléspectateurs ;
- les dons de fondations ;
- les recettes tirés de la commercialisation de livres, DVD, tee-shirts, etc.
- les droits versés par les diffuseurs de l'émission.

## Récompenses
Democracy Now! et son équipe ont reçu de nombreux prix récompensant les journalistes, tels que le Pinnacle Award for American Women in Radio & Television; le George Polk Award pour son reportage (en 1998) intitulé Drilling and Killing: Chevron and Nigeria's Oil Dictatorship (en français : « Forage et meurtre: Chevron et la dictature nigériane »), sur l'implication de Chevron Corporation dans la mort de manifestants nigérians.
Amy Goodman et Allan Nairn remportèrent le Robert F. Kennedy Memorial's First Prize in International Radio pour leur reportage (en 1993) Massacre: The Story of East Timor (en français : « Massacre: l'histoire du Timor oriental ») sur le génocide au Timor oriental.
Le 1er octobre 2008, Amy Goodman fut lauréate du Right Livelihood Award (souvent considéré comme le Prix Nobel alternatif) pour ses efforts visant à établir Democracy Now! comme un pilier du journalisme alternatif[réf. souhaitée].

## Arrestations
Alors qu'ils couvraient les manifestations contre la convention nationale républicaine de 2008, plusieurs membres de Democracy Now!, tels que Amy Goodman, deux producteurs (Sharif Abdel Kouddous et Nicole Salazar) et la réalisatrice Elizabeth Press, furent arrêtés par la police qui les accusa « d'incitation à l'émeute » alors qu'ils filmaient des arrestations de la police à l'extérieur d'une maison. Leur communiqué de presse qualifia les arrestations des producteurs comme « illégales » et comme représentant « une violation évidente de la liberté de la presse et des droits du premier amendement ».